# Carnetin
Carnetin est une commune française située dans le département de Seine-et-Marne en région Île-de-France.

## Géographie

### Localisation

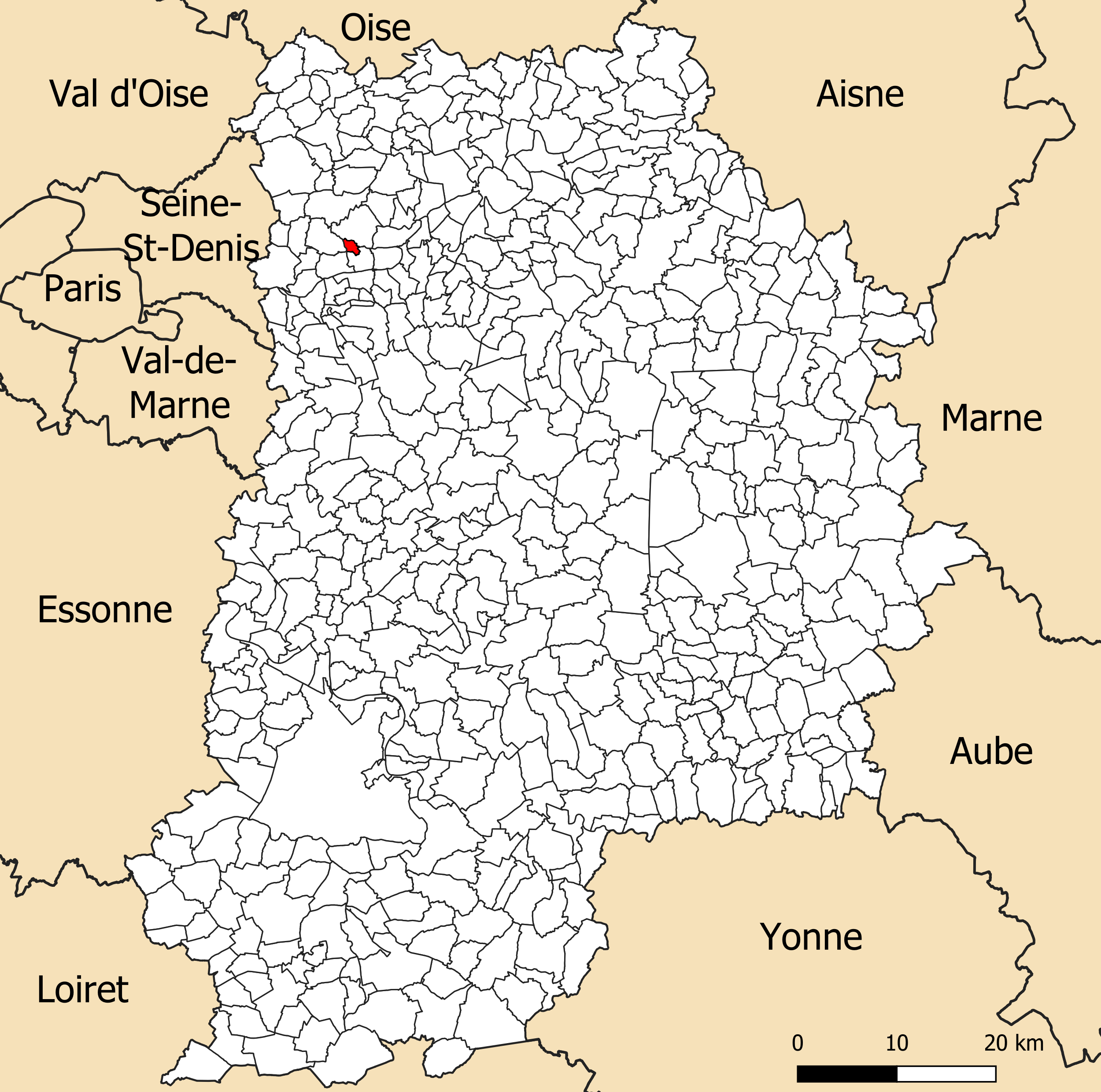
Localisation de la commune de Carnetin dans le département de Seine-et-Marne.

Le village est construit sur un plateau dominant la vallée de la Marne vers le nord-est à 2,5 km au nord-ouest de Thorigny-sur-Marne.

### Communes limitrophes
| Villevaudé |          | Annet-sur-Marne    |
|            | Carnetin |                    |
| Pomponne   |          | Thorigny-sur-Marne |

### Géologie et relief
La commune est classée en zone de sismicité 1, correspondant à une sismicité très faible.
L'altitude varie de 75 mètres à 130 mètres pour le point le plus haut , le centre du bourg se situant à environ 117 mètres d'altitude (mairie).

### Hydrographie

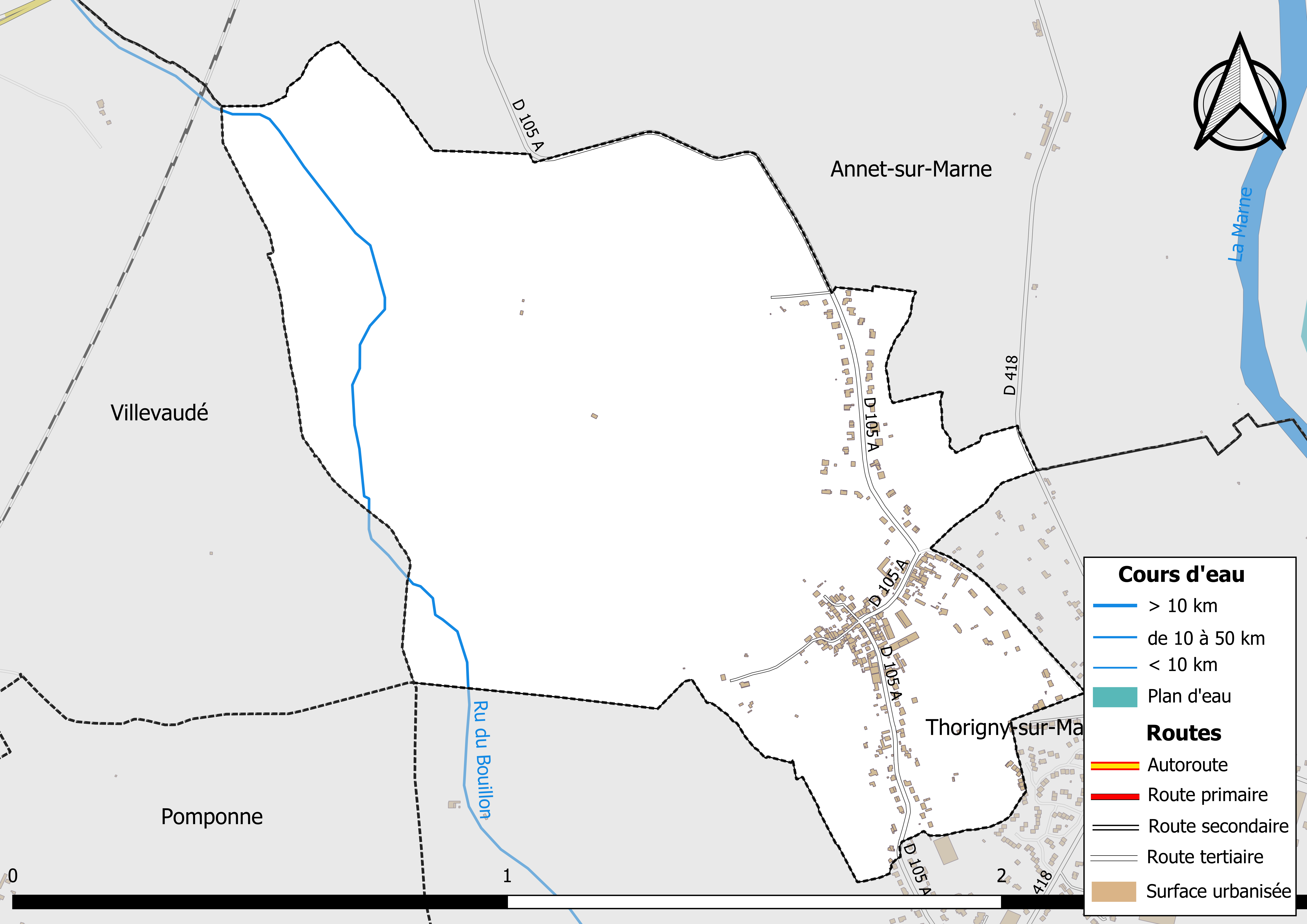
Carte des réseaux hydrographique et routier de Carnetin.

Le réseau hydrographique de la commune se compose d'un seul cours d'eau référencé : le ru du Bouillon ou ru d'Armoin, long de 5,59 km, affluent de la Marne.
Par ailleurs, son territoire est également traversé par l’ aqueduc de la Dhuis.
La longueur totale des cours d'eau sur la commune est de 3,85 km.

### Climat
Pour des articles plus généraux, voir Climat de l'Île-de-France et Climat de Seine-et-Marne.
En 2010, le climat de la commune est de type climat océanique dégradé des plaines du Centre et du Nord, selon une étude du CNRS s'appuyant sur une série de données couvrant la période 1971-2000. En 2020, Météo-France publie une typologie des climats de la France métropolitaine dans laquelle la commune est exposée à un climat océanique altéré et est dans une zone de transition entre les régions climatiques « Sud-ouest du bassin Parisien » et « Nord-est du bassin Parisien ».
Pour la période 1971-2000, la température annuelle moyenne est de 11,1 °C, avec une amplitude thermique annuelle de 15 °C. Le cumul annuel moyen de précipitations est de 719 mm, avec 10,5 jours de précipitations en janvier et 7,8 jours en juillet. Pour la période 1991-2020, la température moyenne annuelle observée sur la station météorologique la plus proche, située sur la commune de Torcy à 7 km à vol d'oiseau, est de 12,1 °C et le cumul annuel moyen de précipitations est de 716,4 mm,. Pour l'avenir, les paramètres climatiques de la commune estimés pour 2050 selon différents scénarios d'émission de gaz à effet de serre sont consultables sur un site dédié publié par Météo-France en novembre 2022.

### Milieux naturels et biodiversité

#### Réseau Natura 2000

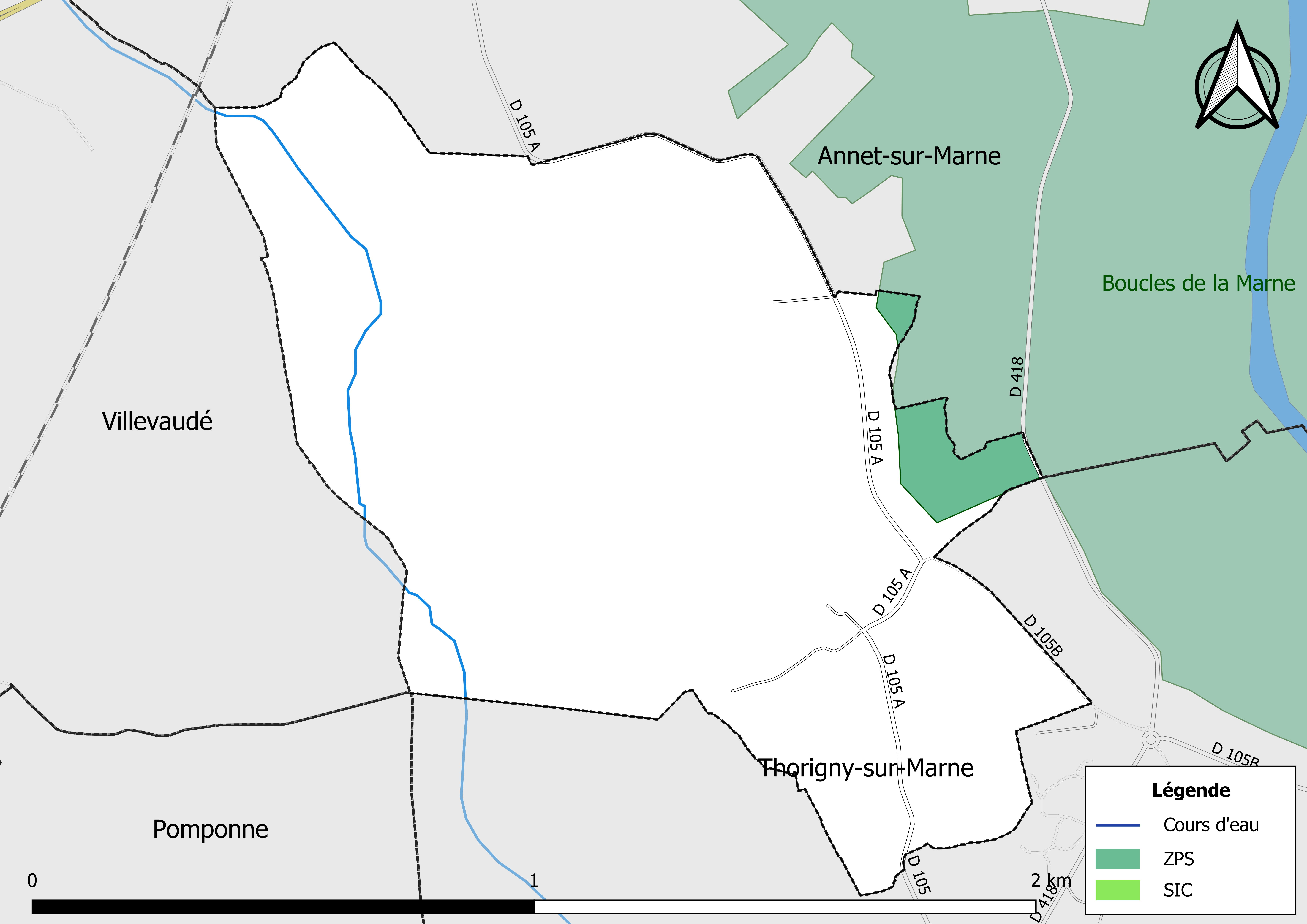
Sites Natura 2000 sur le territoire communal.

Le réseau Natura 2000 est un réseau écologique européen de sites naturels d’intérêt écologique élaboré à partir des Directives « Habitats » et « Oiseaux ». Ce réseau est constitué de Zones spéciales de conservation (ZSC) et de Zones de protection spéciale (ZPS). Dans les zones de ce réseau, les États Membres s'engagent à maintenir dans un état de conservation favorable les types d'habitats et d'espèces concernés, par le biais de mesures réglementaires, administratives ou contractuelles.
Un  site Natura 2000 a été défini sur la commune au titre de la « directive Oiseaux » :  
- les « Boucles de la Marne », d'une superficie de 2 641 ha, un lieu refuge pour une population d’Œdicnèmes criards d’importance régionale qui subsiste malgré la détérioration des milieux[13],[14].

#### Zones naturelles d'intérêt écologique, faunistique et floristique

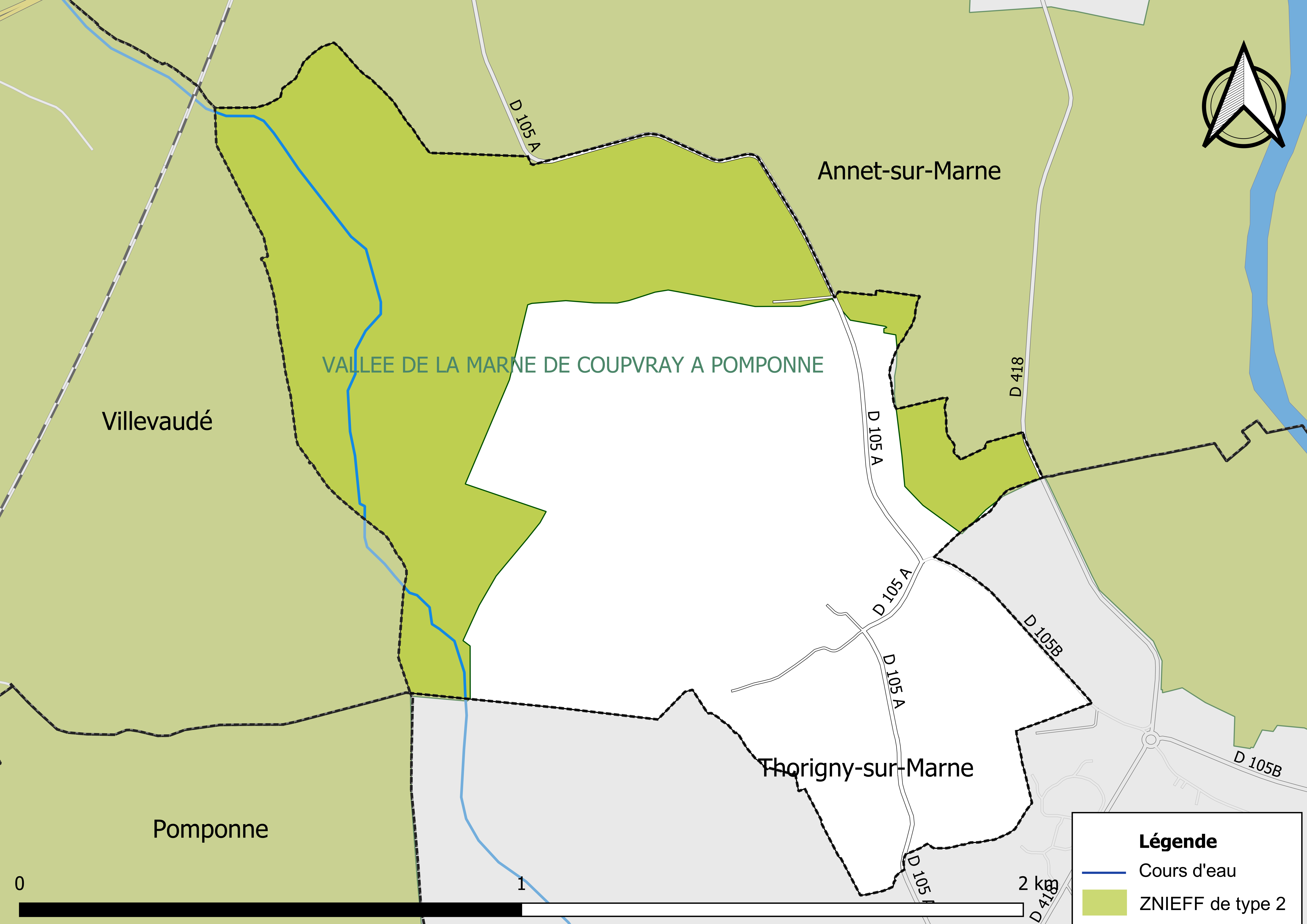
Carte des ZNIEFF de type 2 localisées sur la commune.

L’inventaire des zones naturelles d'intérêt écologique, faunistique et floristique (ZNIEFF) a pour objectif de réaliser une couverture des zones les plus intéressantes sur le plan écologique, essentiellement dans la perspective d’améliorer la connaissance du patrimoine naturel national et de fournir aux différents décideurs un outil d’aide à la prise en compte de l’environnement dans l’aménagement du territoire.
Le territoire communal de Carnetin comprend un ZNIEFF de type 2,, 
la « vallée de la Marne de Coupvray à Pomponne » (3 619,57 ha), couvrant 17 communes du département.

## Urbanisme

### Typologie
Au 1er janvier 2024, Carnetin est catégorisée ceinture urbaine, selon la nouvelle grille communale de densité à sept niveaux définie par l'Insee en 2022.
Elle appartient à l'unité urbaine de Paris, une agglomération inter-départementale regroupant 407  communes, dont elle est une commune de la banlieue,,. Par ailleurs la commune fait partie de l'aire d'attraction de Paris, dont elle est une commune de la couronne,. Cette aire regroupe 1 929 communes,.

### Lieux-dits et écarts
La commune compte 27 lieux-dits administratifs répertoriés consultables ici.

### Occupation des sols
L'occupation des sols de la commune, telle qu'elle ressort de la base de données européenne d’occupation biophysique des sols Corine Land Cover (CLC), est marquée par l'importance des territoires agricoles (45,5 % en 2018), en diminution par rapport à 1990 (52,4 %). La répartition détaillée en 2018 est la suivante : 
forêts (36,5% ), terres arables (26,1% ), zones agricoles hétérogènes (19,4% ), zones urbanisées (18 %).
Parallèlement, L'Institut Paris Région, agence d'urbanisme de la région Île-de-France, a mis en place un inventaire numérique de l'occupation du sol de l'Île-de-France, dénommé le MOS (Mode d'occupation du sol), actualisé régulièrement depuis sa première édition en 1982. Réalisé à partir de photos aériennes, le Mos distingue les espaces naturels, agricoles et forestiers mais aussi les espaces urbains (habitat, infrastructures, équipements, activités économiques, etc.) selon une classification pouvant aller jusqu'à 81 postes, différente de celle de Corine Land Cover,,. L'Institut met également à disposition des outils permettant de visualiser par photo aérienne l'évolution de l'occupation des sols de la commune entre 1949 et 2018.

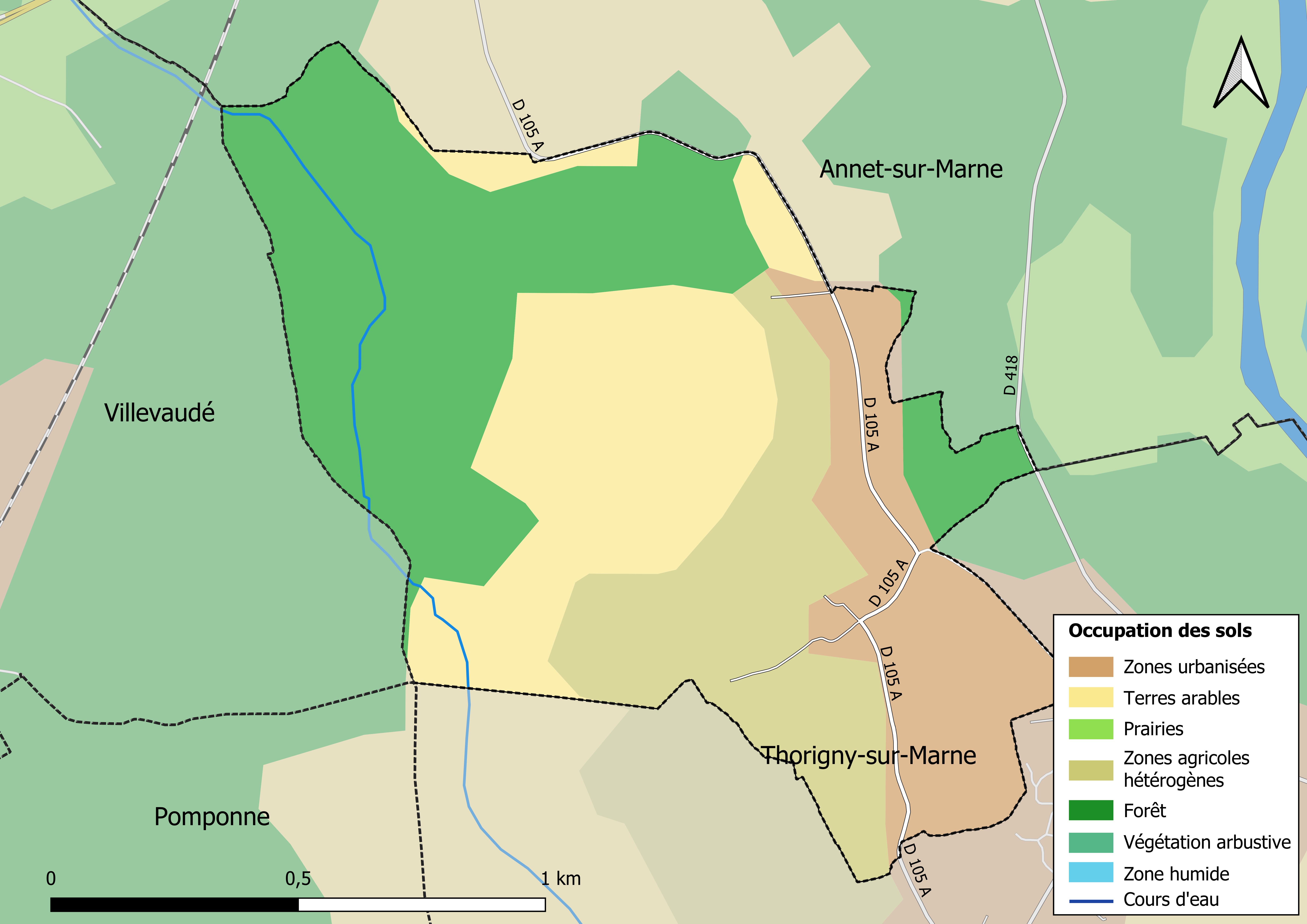
Carte des infrastructures et de l'occupation des sols en 2018 (CLC) de la commune.
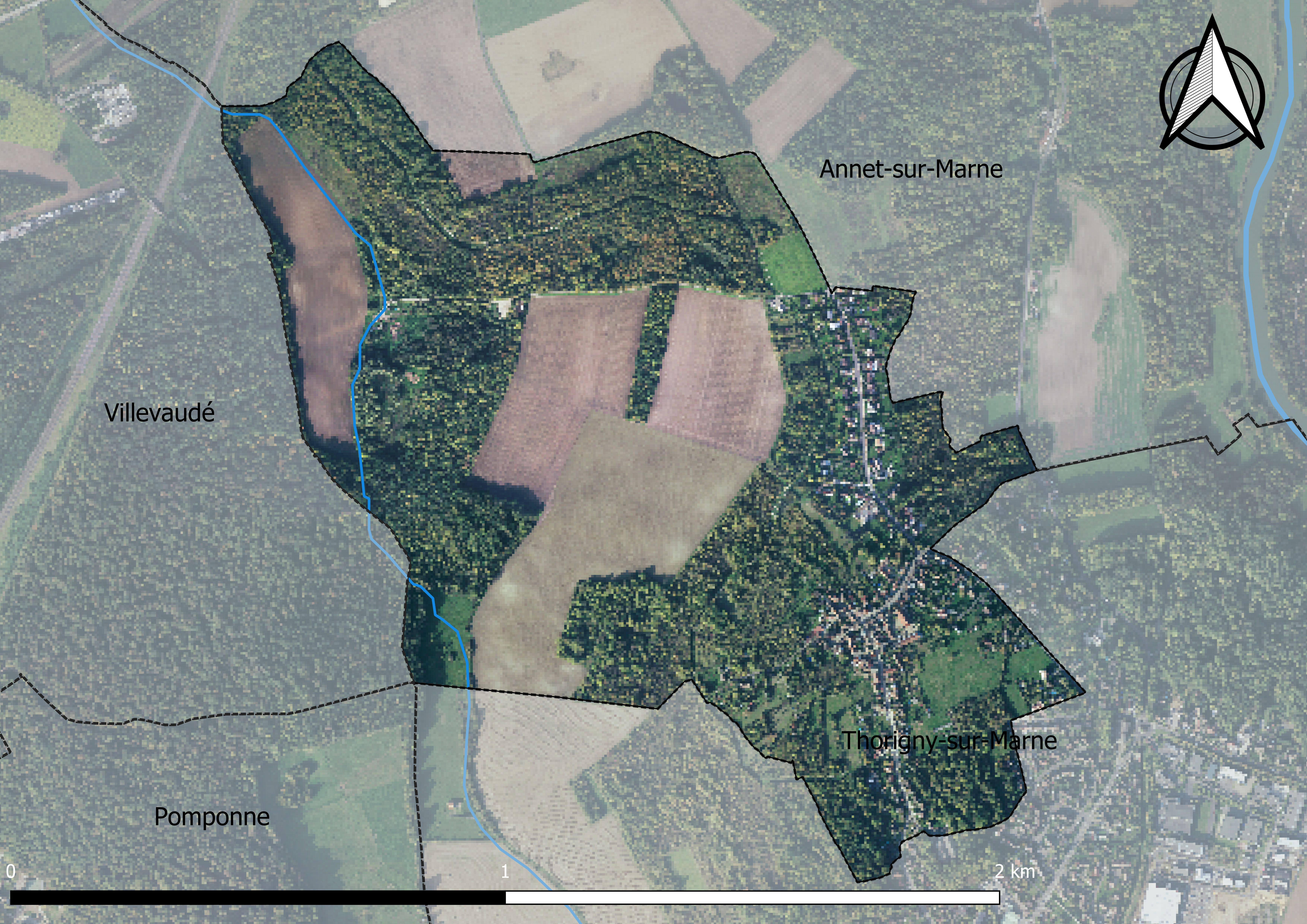
Carte orhophotogrammétrique de la commune.

### Planification
La loi SRU du 13 décembre 2000 a incité les communes à se regrouper au sein d’un établissement public, pour déterminer les partis d’aménagement de l’espace au sein d’un SCoT, un document d’orientation stratégique des politiques publiques à une grande échelle et à un horizon de 20 ans et s'imposant aux documents d'urbanisme locaux, les PLU (Plan local d'urbanisme). La commune est dans le territoire du SCOT Marne, Brosse et Condoire, approuvé en février 2013 et dont la révision a été lancée en 2017 par la Communauté d'Agglomération de Marne et Gondoire.
La commune disposait en 2019 d'un plan local d'urbanisme approuvé. Le zonage réglementaire et le règlement associé peuvent être consultés sur le géoportail de l'urbanisme.

### Logement
En 2016, le nombre total de logements dans la commune était de 214 dont 79,8 % de maisons et 19,7 % d'appartements.
Parmi ces logements, 89,1 % étaient des résidences principales, 0,5 % des résidences secondaires et 10,4 % des logements vacants.
La part des ménages fiscaux propriétaires de leur résidence principale s'élevait à 78,6 % contre 20,3 % de locataires dont, 0,5 % de logements HLM loués vides (logements sociaux) et, 1,1 % logés gratuitement.

### Voies de communication et transports

#### Transports
La commune est desservie par la ligne du réseau de bus de Marne-la-Vallée 2291 (Gare de Lagny-Thorigny – Claye-Souilly).
Depuis avril 2024, la commune est desservie en soirée par le bus de Soirée Lagny-Thorigny, permettant de relier la Gare de Lagny-Thorigny.
La gare SNCF la plus proche est  la gare ferroviaire de Lagny-Thorigny, située à environ 3 kilomètres.

## Toponymie
- Fornes anciennes : Apud Carnotinum (1176) ; Quernetein (1239) ; Guernetein (1251) ; Quernetein (1251) ; Quarnetein (1251) ; Quernetein (1252) ; Carnatain (1341) ; Quarnetain (1375) ; Carnetan, Carnetain (1549) ; Carnetain (1687)[30].

## Histoire
En 1789, Carnetin faisait partie de l'élection de Meaux et de la généralité de Paris et suivait la coutume de Paris.
Au début du XXe siècle, Carnetin a été un lieu de villégiature littéraire ; les écrivains Charles-Louis Philippe, Marguerite Audoux, Léon-Paul Fargue, Francis Jourdain, Léon Werth et quelques autres s'y retrouvaient chaque dimanche dans une maison louée en commun, pour échapper à la vie parisienne tout en travaillant à leur œuvre ; ils constituèrent, de 1904 à 1908, « la bande de Carnetin ».

## Politique et administration

### Liste des maires
| Période                                  | Période  | Identité      | Étiquette | Qualité |
| ---------------------------------------- | -------- | ------------- | --------- | ------- |
| Les données manquantes sont à compléter. |          |               |           |         |
| 1991                                     | 2003     | Fabrice Mouly |           |         |
| 2003                                     | En cours | Pascal Leroy  | (DVD)     | artisan |

## Équipements et services

### Eau et assainissement
L’organisation de la distribution de l’eau potable, de la collecte et du traitement des eaux usées et pluviales relève des communes. La loi NOTRe de 2015 a accru le rôle des EPCI à fiscalité propre en leur transférant cette compétence. Ce transfert devait en principe être effectif au 1er janvier 2020, mais la loi Ferrand-Fesneau du 3 août 2018 a introduit la possibilité d’un report de ce transfert au 1er janvier 2026,.

#### Assainissement des eaux usées
En 2020, la gestion du service d'assainissement collectif de la commune de Carnetin est assurée par le SIA de Marne-la-Vallée (SIAM) pour le transport. Ce service est géré en délégation par une entreprise privée, dont le contrat arrive à échéance le 31 décembre 2025,,.
La station d'épuration Equalia est quant à elle gérée par le SIA de Marne-la-Vallée (SIAM) qui a délégué la gestion à une entreprise privée, VEOLIA, dont le contrat arrive à échéance le 31 décembre 2020,.
L’assainissement non collectif (ANC) désigne les installations individuelles de traitement des eaux domestiques qui ne sont pas desservies par un réseau public de collecte des eaux usées et qui doivent en conséquence traiter elles-mêmes leurs eaux usées avant de les rejeter dans le milieu naturel. La communauté d'agglomération Marne et Gondoire (CAMG) assure pour le compte de la commune le service public d'assainissement non collectif (SPANC), qui a pour mission de vérifier la bonne exécution des travaux de réalisation et de réhabilitation, ainsi que le bon fonctionnement et l’entretien des installations. Cette prestation est déléguée à la Société Française de Distribution d’Eau (SFDE), dont le contrat arrive à échéance le 31 décembre 2025,.

#### Eau potable
En 2020, l'alimentation en eau potable est assurée par le SMAEP de la région de Lagny-sur-Marne qui en a délégué la gestion à l'entreprise Veolia, dont le contrat expire le 1er janvier 2026,,.

## Population et société

### Démographie
L'évolution du nombre d'habitants est connue à travers les recensements de la population effectués dans la commune depuis 1793. Pour les communes de moins de 10 000 habitants, une enquête de recensement portant sur toute la population est réalisée tous les cinq ans, les populations de référence des années intermédiaires étant quant à elles estimées par interpolation ou extrapolation. Pour la commune, le premier recensement exhaustif entrant dans le cadre du nouveau dispositif a été réalisé en 2004.

En 2022, la commune comptait 457 habitants, en évolution de +0,66 % par rapport à 2016 (Seine-et-Marne : +3,92 %, France hors Mayotte : +2,11 %).
| 1793 | 1800 | 1806 | 1821 | 1831 | 1836 | 1841 | 1846 | 1851 |
| ---- | ---- | ---- | ---- | ---- | ---- | ---- | ---- | ---- |
| 224  | 233  | 242  | 208  | 232  | 225  | 231  | 217  | 220  |

| 1856 | 1861 | 1866 | 1872 | 1876 | 1881 | 1886 | 1891 | 1896 |
| ---- | ---- | ---- | ---- | ---- | ---- | ---- | ---- | ---- |
| 177  | 187  | 180  | 182  | 183  | 168  | 185  | 185  | 193  |

| 1901 | 1906 | 1911 | 1921 | 1926 | 1931 | 1936 | 1946 | 1954 |
| ---- | ---- | ---- | ---- | ---- | ---- | ---- | ---- | ---- |
| 198  | 169  | 167  | 188  | 179  | 220  | 192  | 213  | 231  |

| 1962 | 1968 | 1975 | 1982 | 1990 | 1999 | 2006 | 2009 | 2014 |
| ---- | ---- | ---- | ---- | ---- | ---- | ---- | ---- | ---- |
| 215  | 207  | 311  | 376  | 411  | 436  | 427  | 461  | 453  |

| 2019 | 2022 | - | - | - | - | - | - | - |
| ---- | ---- | - | - | - | - | - | - | - |
| 455  | 457  | - | - | - | - | - | - | - |

### Enseignement
La commune ne dispose plus d’école primaire publique (maternelle ou élémentaire) depuis les années 1980.

### Associations
La classe des grands qui est animée par des personnes âgées. Cette association organise des parties de jeux de cartes et des barbecues.

## Économie

### Revenus de la population et fiscalité
Le nombre de ménages fiscaux en 2014 était de 186 représentant 466 personnes et la  médiane du revenu disponible par unité de consommation  de 26 758 €.

### Emploi
En 2017 , le nombre total d’emplois dans la zone était de 70, occupant 220 actifs  résidants.
Le taux d'activité de la population (actifs ayant un emploi) âgée de 15 à 64 ans s'élevait à  75,7 % contre un taux de chômage de 4,2 %. Les inactifs se répartissent de la façon suivante : 9,5 % d’étudiants et stagiaires non rémunérés, 4,6 % de retraités ou préretraités et 6 % pour les autres inactifs.

### Entreprises et commerces
En 2015, le nombre d'établissements actifs était de 76 dont 2 dans l'agriculture-sylviculture-pêche, 5 dans l’industrie, 12 dans la construction, 50 dans le commerce-transports-services divers et 7  étaient relatifs au secteur administratif.
Ces établissements ont pourvu 92 postes salariés.

### Secteurs d'activité

#### Agriculture
Carnetin est dans la petite région agricole dénommée les « Vallées de la Marne et du Morin », couvrant les vallées des deux rivières, en limite de la Brie. En 2010, l'orientation technico-économique de l'agriculture sur la commune est la polyculture et le polyélevage.
Si la productivité agricole de la Seine-et-Marne se situe dans le peloton de tête des départements français, le département enregistre un double phénomène de disparition des terres cultivables (près de 2 000 ha par an dans les années 1980, moins dans les années 2000) et de réduction d'environ 30 % du nombre d'agriculteurs dans les années 2010. Cette tendance se retrouve au niveau de la commune où le nombre d’exploitations est passé de 2 en 1988 à 1 en 2010. Parallèlement, la taille de ces exploitations diminue, passant de 24 ha en 1988 à 0 ha en 2010.
Le tableau ci-dessous présente les principales caractéristiques des exploitations agricoles de Carnetin, observées sur une période de 22 ans : 
|                                      | 1988 | 2000 | 2010 |
| ------------------------------------ | ---- | ---- | ---- |
| Dimension économique,                |      |      |      |
| Nombre d’exploitations (u)           | 2    | 1    | 1    |
| Travail (UTA)                        | 3    | 0    | 0    |
| Surface agricole utilisée (ha)       | 47   | 0    | 0    |
| Cultures                             |      |      |      |
| Terres labourables (ha)              | s    | 0    | 0    |
| Céréales (ha)                        | s    |      |      |
| dont blé tendre (ha)                 | s    |      |      |
| dont maïs-grain et maïs-semence (ha) | s    |      |      |
| Tournesol (ha)                       | 0    |      |      |
| Colza et navette (ha)                | 0    |      |      |
| Élevage                              |      |      |      |
| Cheptel (UGBTA)                      | 69   | 2    | 0    |

## Culture locale et patrimoine

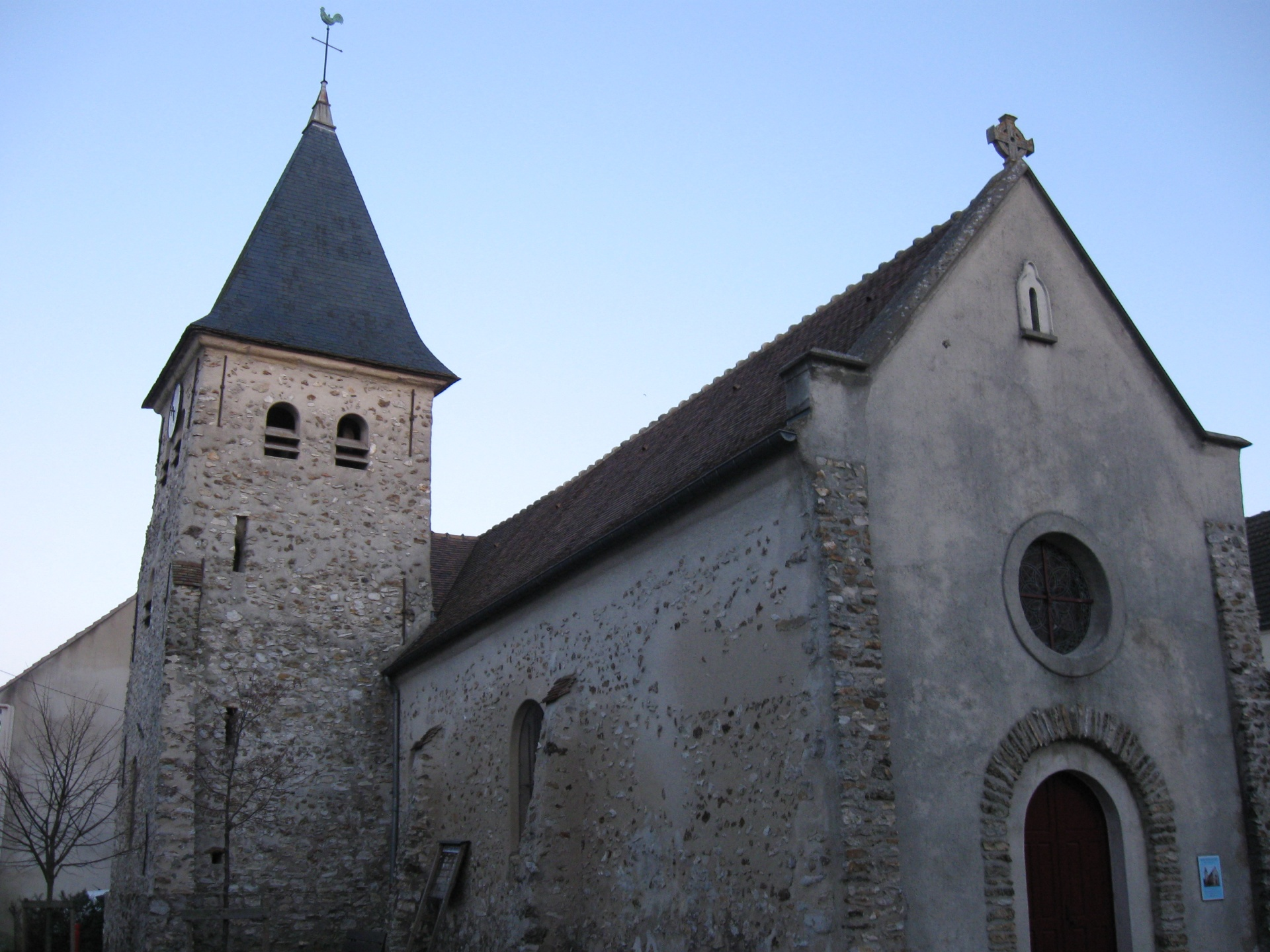
L'église Saint-Antoine.

### Lieux et monuments
- L’église Saint-Antoine XVIIe siècle.

Son patrimoine comprend :
- - une statue en terre cuite représentant saint Antoine ermite ;
  - une statue en terre cuite représentant saint Vincent ;
  - une toile de Stéphane Jouy datée de 1876 représentant saint Antoine, cette toile faisant partie d'un retable de style Renaissance aujourd'hui disparu.
- La place de la Croix offre une vue panoramique sur la vallée de la Marne, depuis le rebord du plateau jusqu'à Meaux.
- L'ancien colombier d'une ferme seigneuriale aujourd'hui disparue, XVIe siècle.
- La « villa Righi », demeure construite en 1910 par l’artiste peintre Victor Grasognon dit « Latinville » (1852-1928), surmontée d'une tourelle qui servit de point d’observation à l’état-major de l’armée durant la bataille de la Marne en septembre 1914.
- Le sentier de grande randonnée 14A (GR14A) traverse la commune le long de l'aqueduc de la Dhuis.

### Personnalités liées à la commune
- Le « groupe de Carnetin », cénacle littéraire fondé en 1904 par Marguerite Audoux et Michel Yell (d) (Jules Iehl, dit), où, jusqu'en 1907, se retrouvent entre autres Charles-Louis Philippe, Valery Larbaud, Léon-Paul Fargue, Léon Werth et Francis Jourdain[55].
- Patrice Thévenard : coureur cycliste, champion du monde de VTT à Durango dans le Colorado et président de l'association L'Entente Cycliste des Boucles de la Marne[56], ancien élève de l'école de Carnetin.
- Georges Menahem : sociologue et économiste, directeur de recherche au CNRS, ancien élève de l'école de Carnetin.
- L'historien de Napoléon Marcel Dupont (1879-1964), pseudonyme de Marcel Béchu, y est décédé le 14 juillet 1964.